# رایانی ایر
رایانی ایر (تامیلی: ரயாணி ஏர்) شرکت هواپیمایی مالزیایی است، که در سال ۲۰۱۵ تأسیس شد.